# M/M
M/M è un film del 2018 diretto da Drew Lint.
Il film è stato presentato allo Slamdance Film Festival nel 2018, con la sua prima canadese prevista per il 30 maggio all'Inside Out Film and Video Festival.  È stato raccolto dalla TLA Releasing per la distribuzione commerciale.

## Trama
Matthew, giovane espatriato canadese residente a Berlino, incontra e resta ossessionato dal bello e carismatico Matthias. Quando Mathias rimane vittima di un incidente motociclistico che lo lascia in stato di coma, Matthew coglie l'occasione per assumere la sua identità.

## Riconoscimenti
- 2018 - FilmOut San Diego
  - Best First Narrative Feature a Drew Lint
  - Outstanding Artistic Achievement a Drew Lint
- 2018 - Guadalajara International Film Festival
  - NominationBest Feature Film a Drew Lint
- 2018 - Vancouver Film Critics Circle
  - Nomination VFCC Award